# Kolvi Mandi Rajendra pura
Kolvi Mandi Rajendra pura é uma vila no distrito de Jhalawar, no estado indiano de Rajastão.

## Demografia
Segundo o censo de 2001, Kolvi Mandi Rajendra pura tinha uma população de 7860 habitantes. Os indivíduos do sexo masculino constituem 52% da população e os do sexo feminino 48%. Kolvi Mandi Rajendra pura tem uma taxa de literacia de 68%, superior à média nacional de 59.5%: a literacia no sexo masculino é de 76% e no sexo feminino é de 59%. Em Kolvi Mandi Rajendra pura, 15% da população está abaixo dos 6 anos de idade.